# Marso (Valentin Marceau)
Pour les articles homonymes, voir Marso et Marceau.
Marso, de son vrai nom Valentin Marceau, né le 15 juillet 1991 aux Lilas en Seine-Saint-Denis, est un auteur-compositeur-interprète et producteur de musique français.

## Biographie

### Ses débuts
Alors connu sous son véritable nom, Valentin Marceau est initialement chanteur.
Dès l'âge de 10 ans, Valentin Marceau commence à jouer de la musique. Avec son ami d'enfance Marlon Rouet, Valentin Marceau forme en 2006 le groupe BoXoN,. BoXoN sera révélé au public par le magazine Rock & Folk et la station de radio Le Mouv'. Valentin Marceau est considéré comme le leader de ce groupe rock français s'inspirant du rock américain des années 1960 et de la folk.
À la fin 2011, Valentin Marceau se lance dans sa carrière solo, et sort deux albums (Play On/EMI), de style pop-folk,.Réalisé avec Dominique Blanc-Francard, Valentin Marceau s'assure, pour certains titres, la collaboration de Jean Fauque (Les bulles de soleil) ou de Guillaume Cantillon (chanteur du groupe Kaolin). Il produit plusieurs singles dont Défendre Alice, un « tube » largement diffusé sur les chaînes musicales,.

### De Valentin Marceau à Marso
La carrière de Valentin Marceau opère un tournant en 2016 avec la rencontre du chanteur Slimane pour qui il co-réalise, avec Michaël Cohen, son premier album intitulé À bout de rêves. 
Cette même année,  il compose le single Save Me de The Parakit, un groupe de electro house dont le disc jockey est son frère Timothée. The Parakit connait un large succès notamment en Russie, où fin 2016 le premier single est certifié disque de platine, puis en Europe, notamment en France.
Afin de marquer ce tournant, Valentin Marceau prend alors comme nom de scène Marso, homophone de son nom de famille. Par la suite, Marso s'attachera le concours d'un éditeur, la société de création musicale Faubourg26 de Chad Boccara et sera nommé pour le Prix du réalisateur/compositeur de l'année lors de la douzième édition du Prix de la Création musicale de la Chambre syndicale de l'édition musicale, en 2023 .
Marso co-réalise dans son studio le premier album Îl de Foé nommé aux Victoires de la musique 2019 dans la catégorie Album révélation.Il réalise également Toï Toï, premier album de Suzane, artiste récompensée aux Victoires de la musique 2020 dans la catégorie Révélation scène. 
Depuis 2020, il compose et réalise pour de nombreux artistes, notamment Vidéoclub, Janie, ou encore Pierre de Maere, dont le single Un jour je marierai un ange sera certifié disque de diamant du SNEP en février 2023. 
Il a également travaillé pour la version 2023 de Dernière danse du groupe Kyo et au projet d'album de Mika, dont la sortie est annoncée pour le 1er décembre 2023,.

## Discographie

### En tant que producteur
Liste non exhaustive.
- Solann: album Si on sombre ce sera beau, 2024
- Louis Albi : album Pleurer de joie, 2023
- Adèle Castillon, album Plaisir Risque Dépendance, 2023
- Foé : albums Îl et Paradis d’or, 2018 et 2022
- Gjon's Tears : single Les larmes de Djon, 2022
- Janie : album Toujours des fleurs, 2021
- Pierre Hugues José : EP Comment qu'c'est ?, 2023
- Pierre De Maere : single Un jour je marierai un ange, 2021
- Michel : albums Le vrai Michel et Le vrai Michel 2, 2020
- Michel feat Hatik : single Ouais c'est grave sur l'album Le Vrai Michel 2, 2020
- Kyo : single Dernière danse, 2023
- Mika : single C'est la vie, 2023
- Nilussi : album Humanoïde, 2020
- Nuit incolore : single Cœur sous cadenas, 2023
- Slimane : album À bout de rêves, 2016
- Suzane : albums  Toï Toï et  Caméo, 2020 et 2022
- Tibz : album Tout ce qu’on laisse, 2022
- Timal : album Arès, 2021
- Tsew The Kid : album Béni et Maudit, 2021
- Videoclub : album Euphories, 2021
- Zpider ZED : EP Comme un lundi, 2021
- 47 Ter : single Tour de la Terre, 2023
- Pierre Garnier : Ceux qu'on était, 2024
- Pierre Garnier: album Chaque Seconde , 2024.

## Diverses contributions
- 2013 : Alice Island, court-métrage de Franck Guérin, scénario de Jérôme Attal, musique de Frédéric Norman Rouet et Valentin Marceau,
- 2013 : Parce que la nuit, participation au collectif Les Marguerites contre Alzheimer,
- 2014 : Kiss and Love, participation à la collégiale du single du 20e anniversaire de l’association Sidaction,
- 2015 : La France, participation à la comédie musicale Marie-Antoinette et le Chevalier de Maison-Rouge de Didier Barbelivien,
- 2017 : L'école des fables, initiateur et chanteur dans le conte musical pour enfants,
- 2019 : Les Crevettes pailletées, comédie de Cédric Le Gallo et Maxime Govare, acteur.